# Eulepidotis deva
Eulepidotis deva är en fjärilsart som beskrevs av Druce 1889. Eulepidotis deva ingår i släktet Eulepidotis och familjen nattflyn. Inga underarter finns listade i Catalogue of Life.